# Бои за Орехов
Бои за Орехов — сражения вблизи города Орехов Запорожской области Украины. В 2022 году в ходе вторжения России в Украину в окрестностях города начались бои между Вооружёнными силами России и Вооружёнными силами Украины. Город остаётся под контролем Украины.
По данным местных властей на май 2023 года, обстрелами и бомбардировками разрушено или повреждено почти 80 % домов Орехова. К сентябрю город был в значительной степени разрушен и продолжал подвергаться постоянным бомбардировкам; в нём остались около 700 человек из довоенных более 14 тысяч.

## Боевые действия

### 2022 год
7 мая была обстреляна городская больница (людей в ней не было).
21 мая местные СМИ сообщили, что в результате обстрелов со стороны РФ разрушены спортзал и здание Ореховского городского совета (усадьба Генриха Янцена XIX века).
По состоянию на октябрь 2022 г. российские войска регулярно обстреливали Орехов.

### 2023 год

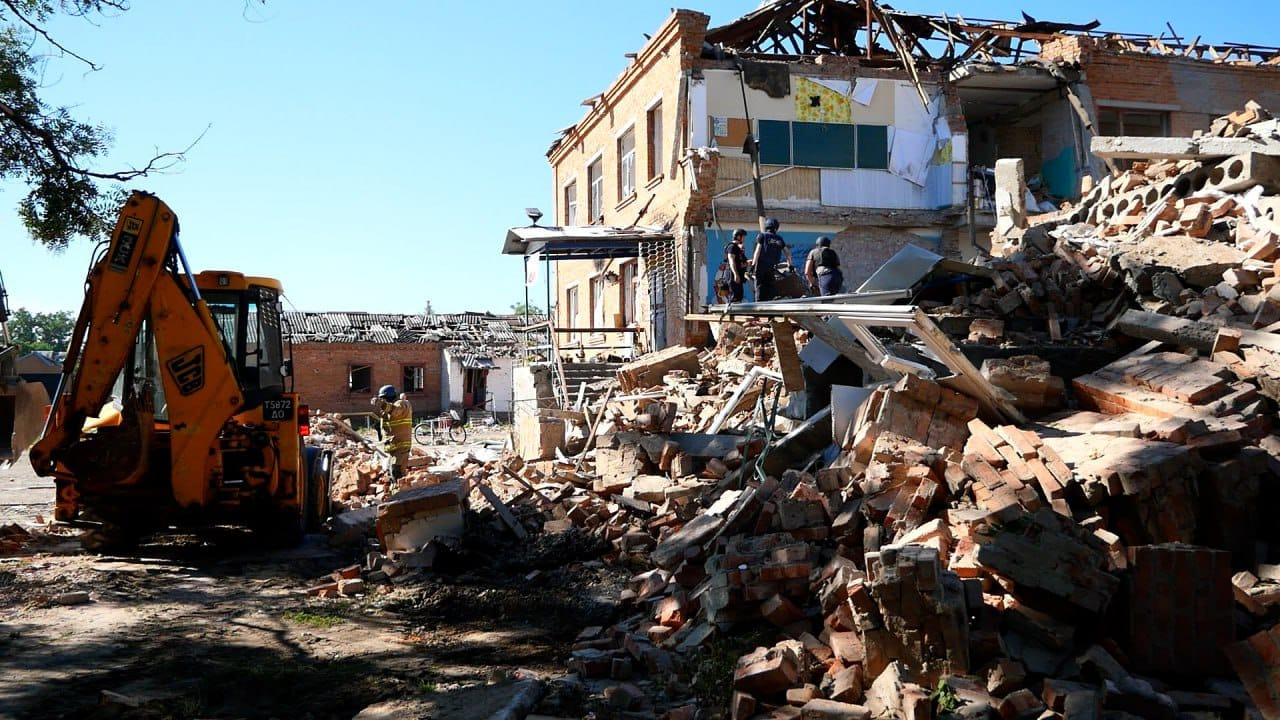
Школа в Орехове, разрушенная бомбардировкой 9 июля 2023 года

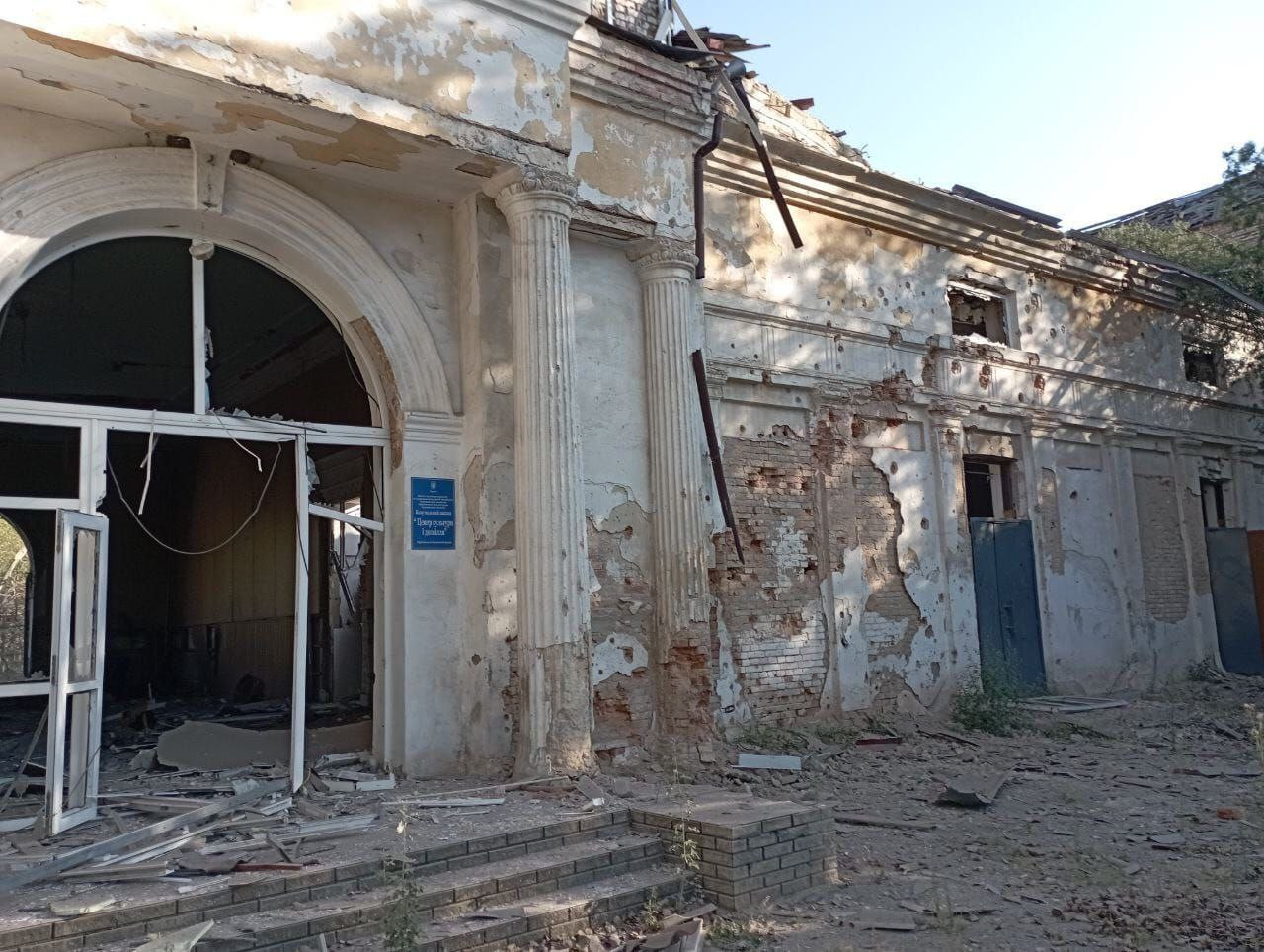
Городской центр культуры и отдыха (здание торговых рядов XIX века), повреждённый обстрелом в августе 2023 года

Российские источники утверждали, что 19 января российские войска продолжали локальные наступательные операции в Запорожской области. Депутат Запорожского областного совета Владимир Рогов заявил, что российские войска захватили четыре неуказанных населенных пункта возле Орехова (который остаётся под контролем Украины), примерно в 56 км к юго-востоку от города Запорожье. Военные блогеры утверждали, что российские войска провели локальную наступательную операцию в районе Орехова, а российские разведывательно-диверсионные группы ведут разведывательно-боевые операции вблизи н. п. Малые Щербаки (18 км к западу от Орехова), Степовое (21 км к западу от Орехова), Малая Токмачка (10 км к юго-востоку от Орехова) и Нестерянка (12 км к юго-западу от Орехова). По этим данным, Украина потеряла контроль над означенными населёнными пунктами.
Позднее Институт изучения войны не увидел доказательств тотального захвата перечисленных населённых пунктов и предположил возможность информационной операции со стороны Рогова. Вместе с тем обстрелы и активность возле указанных населённых пунктов подтвердили блогеры и ВСУ.
20 января стало известно, что Россия захватила Лобковое, в 25 км к юго-западу от Орехова.
22 января российские войска продолжали наступательные операции на двух направлениях в Запорожской области, при этом их основные усилия были сосредоточены на Гуляйполе и Орехове.
В мае 2023 года местные власти сообщили об эвакуации из города всех детей.
9 июля российские военные ударили управляемой авиабомбой по школе в Орехове, где работал «пункт несокрушимости» (предоставлявший еду, гуманитарную помощь и возможность помыться). 7 человек погибли и 13 получили ранения.
Летом 2023 года Орехов был опорным пунктом украинского контрнаступления в сторону Токмака и Мелитополя. Главный удар контрнаступления произошёл примерно в 13 км южнее Орехова, возле сёл Работино и Вербовое. Наступление привело к деоккупации нескольких населённых пунктов, однако быстро увязло. К началу зимы на фронте южнее Орехова началось уже российское наступление. Однако не было признаков того,  что российская армия пытается сконцентрировать силы в районе самого города и захватить его.
В течение украинского и последующего российского наступления российская армия наносила по городу массированные артиллерийские и воздушные удары, в том числе планирующими авиабомбами. Они уничтожили бо́льшую часть жилого фонда Орехова. Так, по состоянию на сентябрь 2023 года обстрелы и бомбардировки города происходили практически ежедневно (по данным местных властей, на город сбрасывали в среднем 6 авиабомб в сутки). В нём много сгоревших многоэтажных домов и воронок от бомб. Из более 14 тысяч довоенного населения в Орехове остались около 700 человек.